# قلعه قاضی (تویسرکان)
قلعه قاضی (تویسرکان)، روستایی از توابع بخش مرکزی شهرستان تویسرکان در استان همدان ایران است.

## جمعیت
این روستا در دهستان حیقوق نبی قرار دارد و براساس سرشماری مرکز آمار ایران در سال ۱۳۹۵، جمعیت آن ۴۵۱ نفر (۱۵۹ خانوار) بوده‌است.